# The White Queen
The White Queen è una miniserie televisiva britannica, trasmessa dal 16 giugno al 18 agosto 2013 sul canale BBC One. È basata sui romanzi La regina della rosa bianca, La regina della rosa rossa e La futura regina appartenenti alla serie The Plantagenet and Tudor Novels di Philippa Gregory.
Ambientata durante la guerra delle due rose, la serie si focalizza su tre donne coinvolte nel lungo ed estenuante conflitto per il trono d'Inghilterra: Elizabeth Woodville (la regina della rosa bianca), Margaret Beaufort (la regina della rosa rossa) ed Anne Neville (la futura regina).
Nel 2017 è stata trasmessa The White Princess, una miniserie sequel con protagonista Elisabetta di York.

## Trama
Le vicende narrate si svolgono a partire dal 1464, gli York e i Lancaster sono in guerra per il trono di Inghilterra. Elizabeth, vedova e con due figli da mantenere, si ritrova senza più alcun potere e possedimento quando gli York salgono al potere. Per permettere ai propri figli di seguire una vita dignitosa, affronta il re Edoardo IV che cade nella trappola e si innamora perdutamente della giovane protagonista. I due, infatti, si sposano segretamente nonostante il contrario parere di Lord Warwick, più interessato al potere che ai sentimenti del re. Ma Lord Warwick è in buona compagnia, anche Anne e Margaret faranno di tutto pur di allontanare Elizabeth dal trono.

## Personaggi e interpreti

### Personaggi principali
- Anne de Beauchamp, XVI contessa di Warwick, interpretata da Juliet Aubrey, doppiata da Monica Gravina.
Moglie di Richard Neville e madre di Isabella e Anna.
- Margherita d'Angiò, interpretata da Veerle Baetens, doppiata da Anna Cesareni.
Regina consorte di Enrico VI.
- Riccardo Plantageneto, III duca di Gloucester (in seguito Re Riccardo III), interpretato da Aneurin Barnard, doppiato da Emiliano Coltorti.
Fratello di Edoardo e Giorgio e marito di Anna.
- Ser Reginald Bray, interpretato da Leo Bill, doppiato da Roberto Gammino.
Consigliere di Margaret.
- Jane Shore, interpretata da Emily Berrington, doppiata da Chiara Gioncardi.
Amante di Edoardo IV.
- Thomas Grey, I marchese di Dorset, interpretato da Ashley Charles, doppiato da Andrea Mete.
Figlio maggiore di Elisabetta e John Grey.
- Henry Stafford, II duca di Buckingham, interpretato da Arthur Darvill.
- Ser Robert Brackenbury, interpretato da Shaun Dooley, doppiato da Massimo Bitossi.
Conestabile della Torre di Londra durante il regno di Riccardo III.
- Regina Elisabetta Woodville, interpretata da Rebecca Ferguson, doppiata da Barbara De Bortoli.
Vedova di John Grey, madre di Richard e Thomas e consorte di Edoardo IV.
- Richard Neville, XVI conte di Warwick, interpretato da James Frain, doppiato da Simone Mori.
Marito di Anne e condottiero detto il "creatore di re".
- Cecilia Neville, III duchessa di York, interpretata da Caroline Goodall, doppiata da Antonella Giannini.
Madre di Edoardo, Giorgio e Riccardo.
- Lord Strange, interpretato da Andrew Gower.
Figlio di Thomas Stanley.
- Thomas Stanley, I conte di Derby, interpretato da Rupert Graves, doppiato da Massimo Rossi.
Quarto marito di Margaret Beaufort.
- Margaret Beaufort, interpretata da Amanda Hale, doppiata da Angela Brusa.
Madre di Enrico Tudor.
- Re Edoardo IV, interpretato da Max Irons, doppiato da Gabriele Sabatini.
Re d'Inghilterra e nuovo marito di Elisabetta.
- Dottor Lewis, interpretato da Michael Jenn, doppiato da Gerolamo Alchieri.
Medico di Margaret che fa da messaggero tra lei e Elisabetta.
- Anthony Woodville, II conte di Rivers, interpretato da Ben Lamb, doppiato da Edoardo Stoppacciaro.
Fratello maggiore di Elisabetta.
- Henry Stafford, interpretato da Michael Maloney, doppiato da Gianni Bersanetti.
Terzo marito di Margaret Beaufort.
- Enrico Tudor, interpretato da Michael Marcus, doppiato da Lorenzo De Angelis.
Figlio di Margaret Beaufort e Sir Edmund Tudor.
- Anna Neville, III duchessa di Gloucester (in seguito Regina Anna Neville), interpretata da Faye Marsay, doppiata da Letizia Scifoni.
Figlia minore del conte di Warwick e consorte di Riccardo III.
- Elisabetta di York, interpretata da Freya Mavor, doppiata da Letizia Ciampa.
Figlia maggiore di Elisabetta e Edoardo IV.
- Lady Sutcliffe, interpretata da Lizzy McInnerny.
- Jasper Tudor, interpretato da Tom McKay, doppiato da Massimo De Ambrosis.
Fratellastro di Enrico VI, cognato di Margaret e zio di Enrico Tudor.
- Giacometta Woodville, I contessa di Rivers, interpretata da Janet McTeer, doppiata da Fabrizia Castagnoli.
Moglie di Richard e madre di Elisabetta, Anthony e John.
- Giorgio Plantageneto, I duca di Clarence, interpretato da David Oakes, doppiato da Francesco Pezzulli.
Fratello di Edoardo e marito di Isabella.
- Mary Woodville, interpretata da Eve Ponsonby.
Sorella di Elisabetta.
- Richard Woodville, I conte di Rivers, interpretato da Robert Pugh, doppiato da Paolo Marchese.
Marito di Giacometta e padre di Elisabetta, Anthony e John
- Lady Beauchamp, interpretata da Frances Tomelty.
Madre di Margaret.
- Isabella Neville, I duchessa di Clarence, interpretata da Eleanor Tomlinson, doppiata da Francesca Manicone.
Figlia maggiore del conte di Warwick e moglie di Giorgio.
- Ser William Herbert, Lord Pembroke, interpretato da Rupert Young.

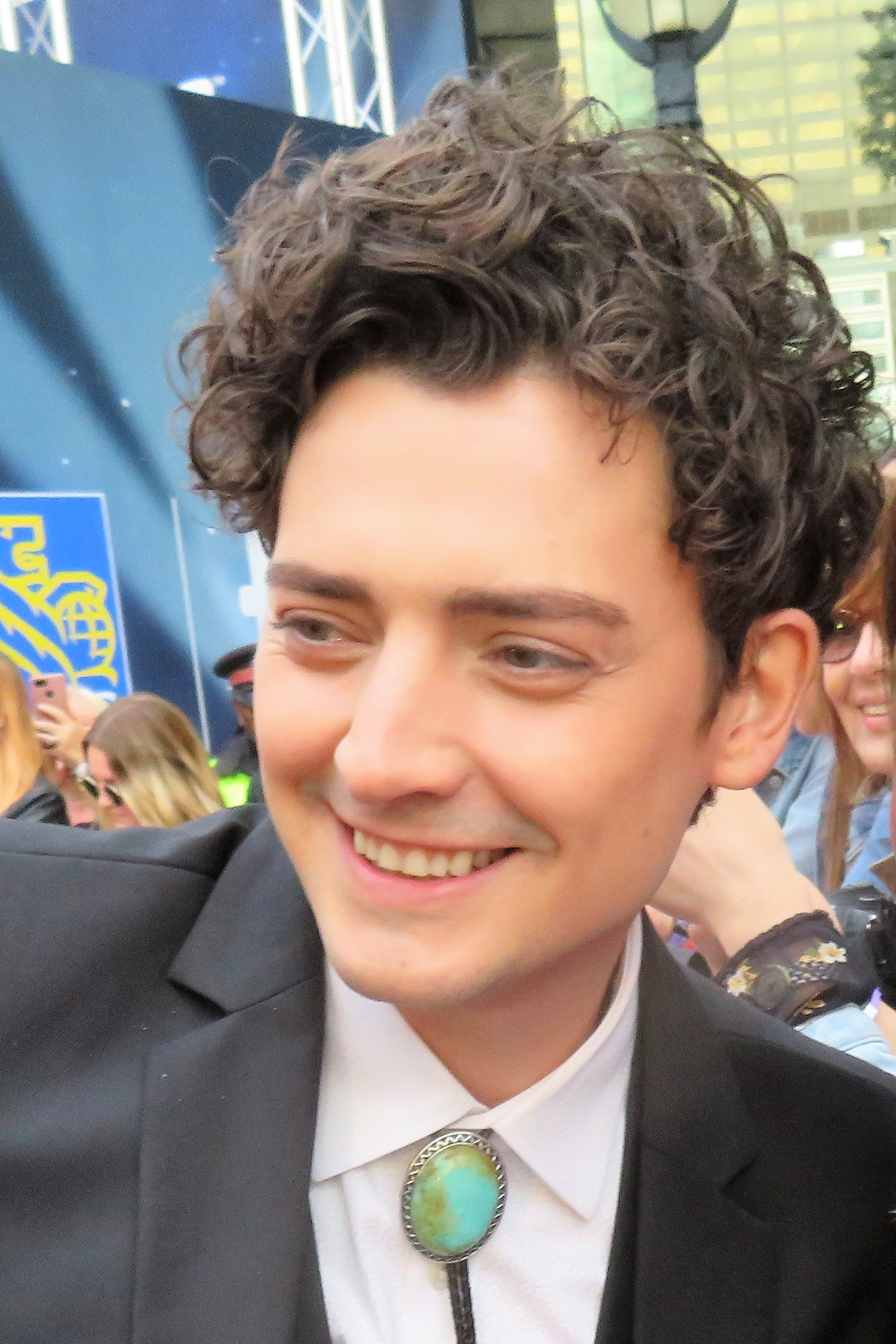
Aneurin Barnard
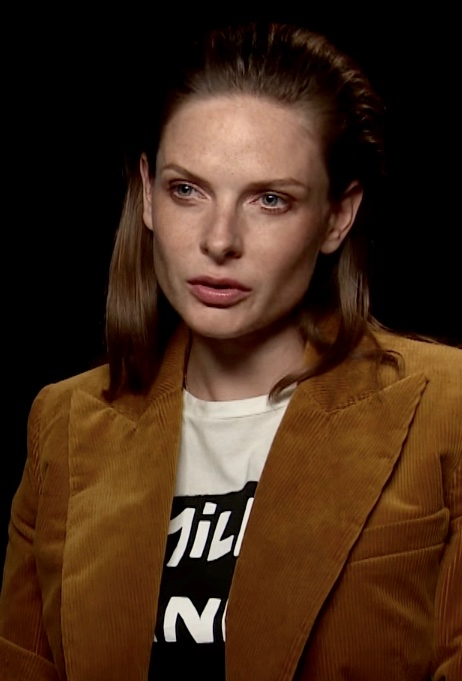
Rebecca Ferguson
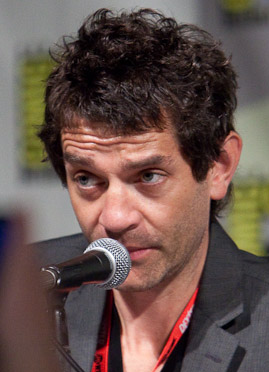
James Frain
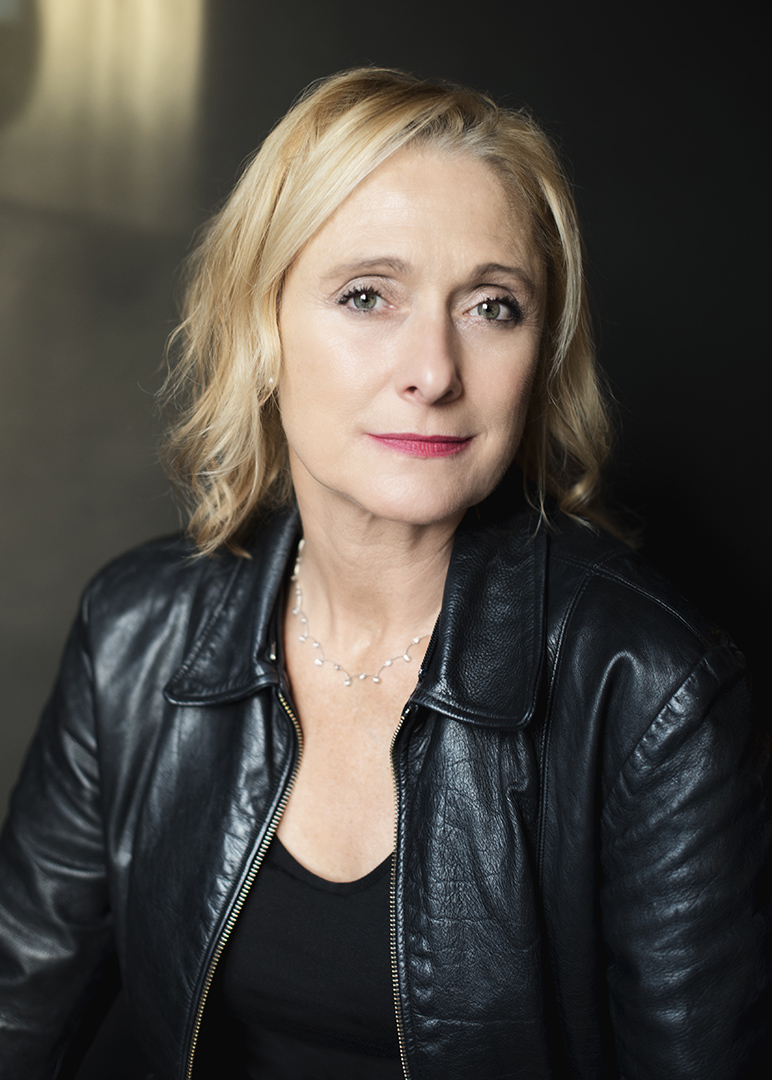
Caroline Goodall
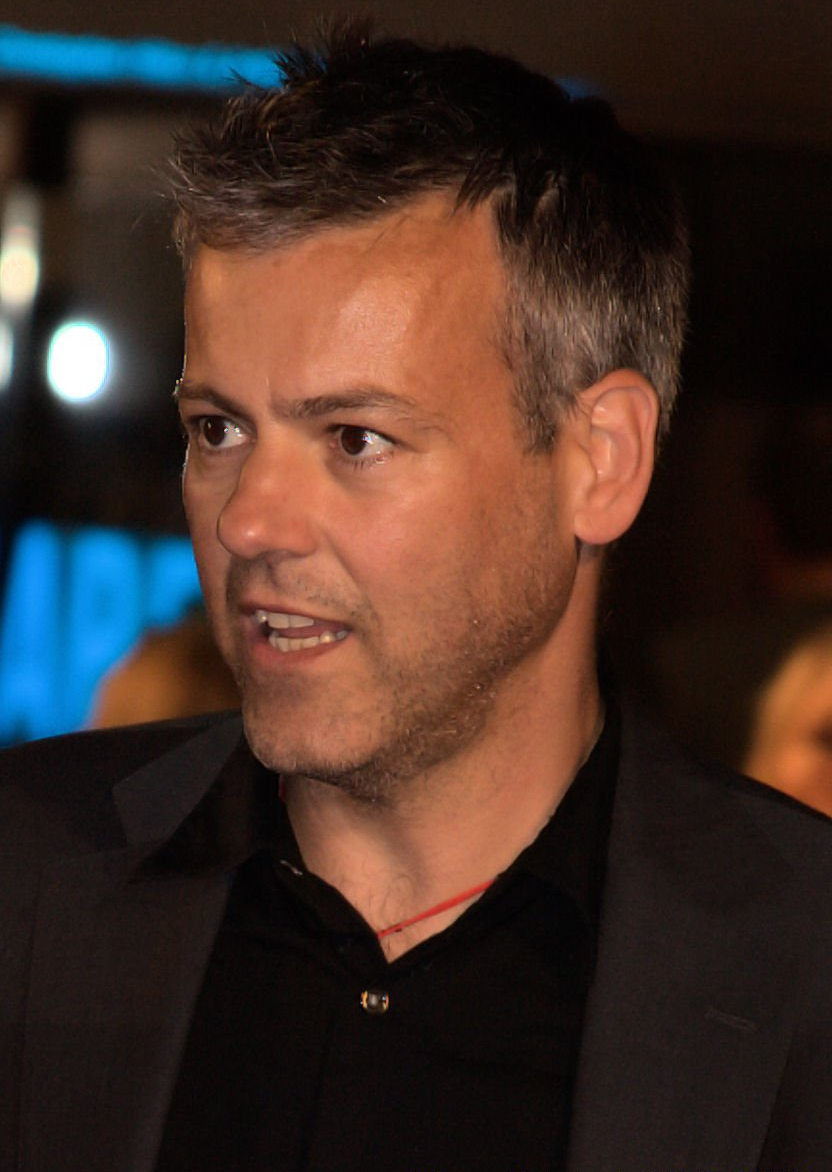
Rupert Graves
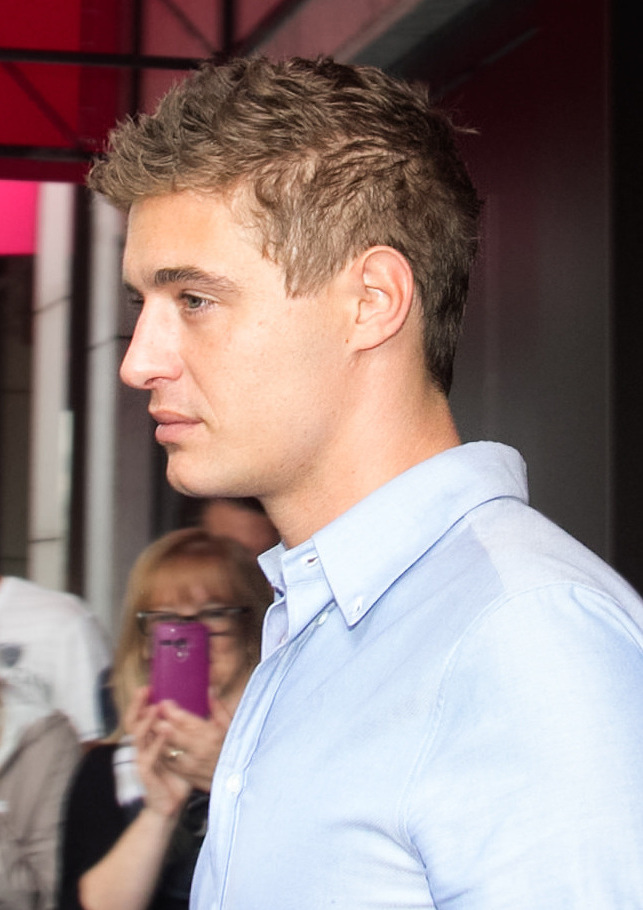
Max Irons
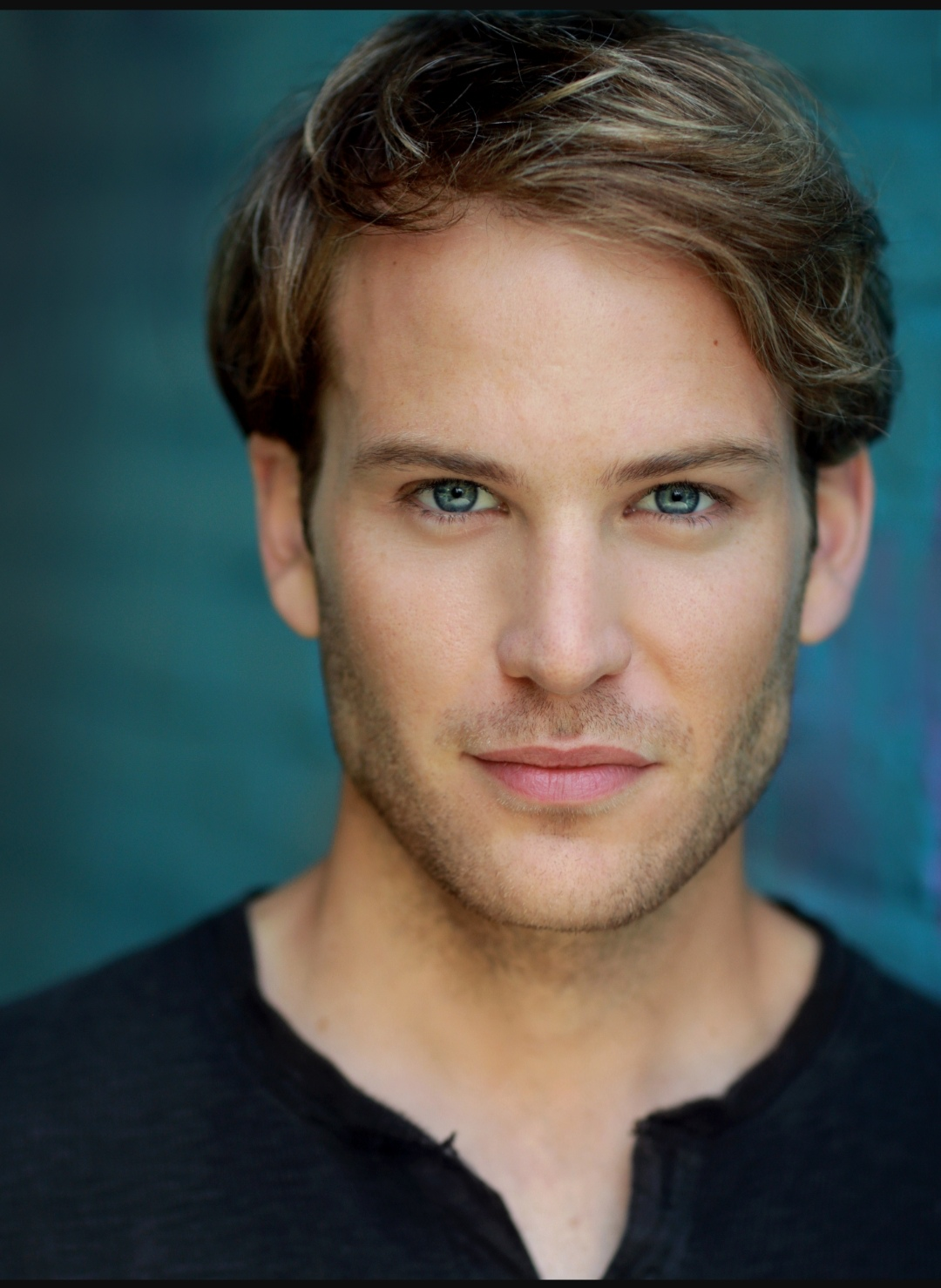
Ben Lamb
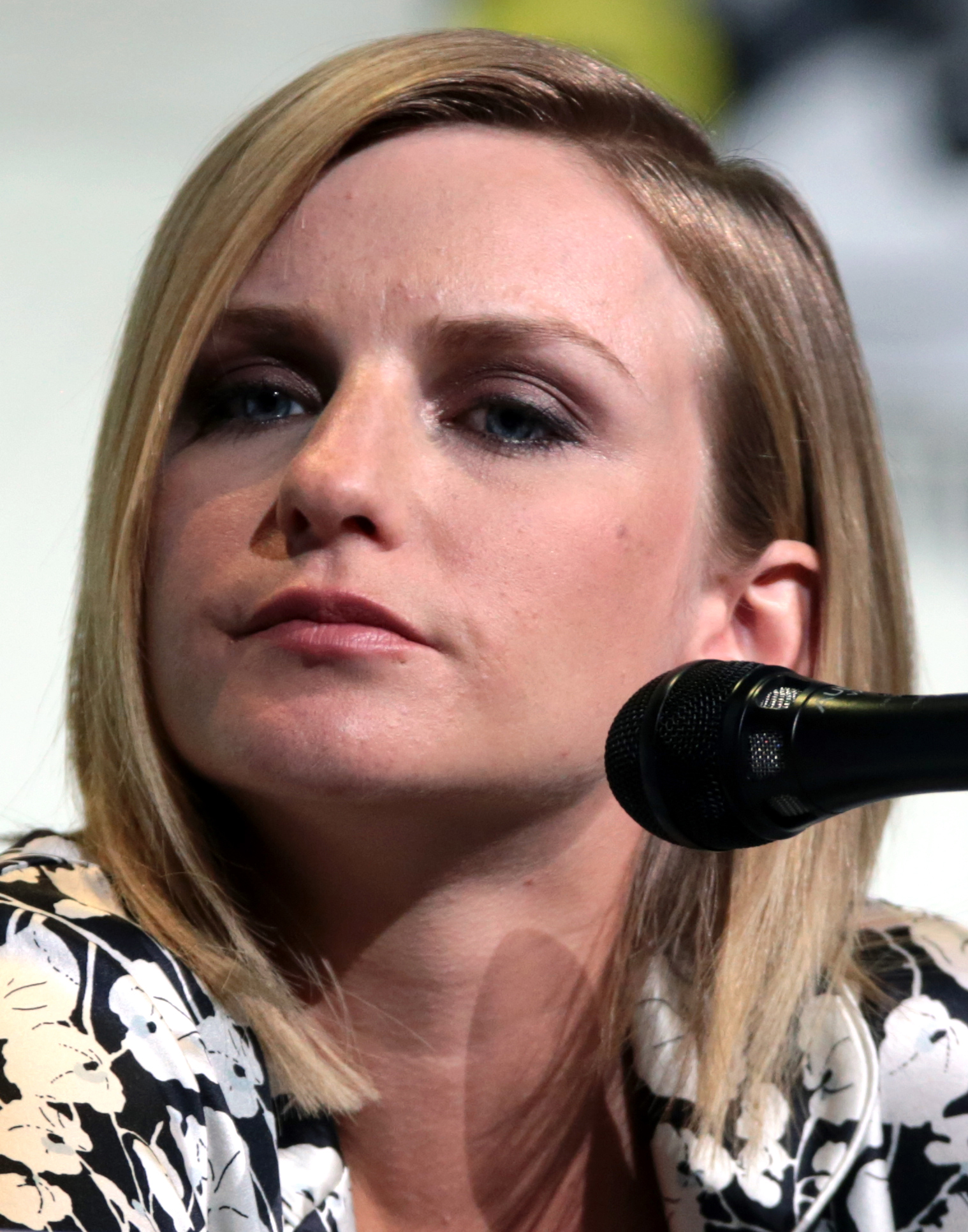
Faye Marsay
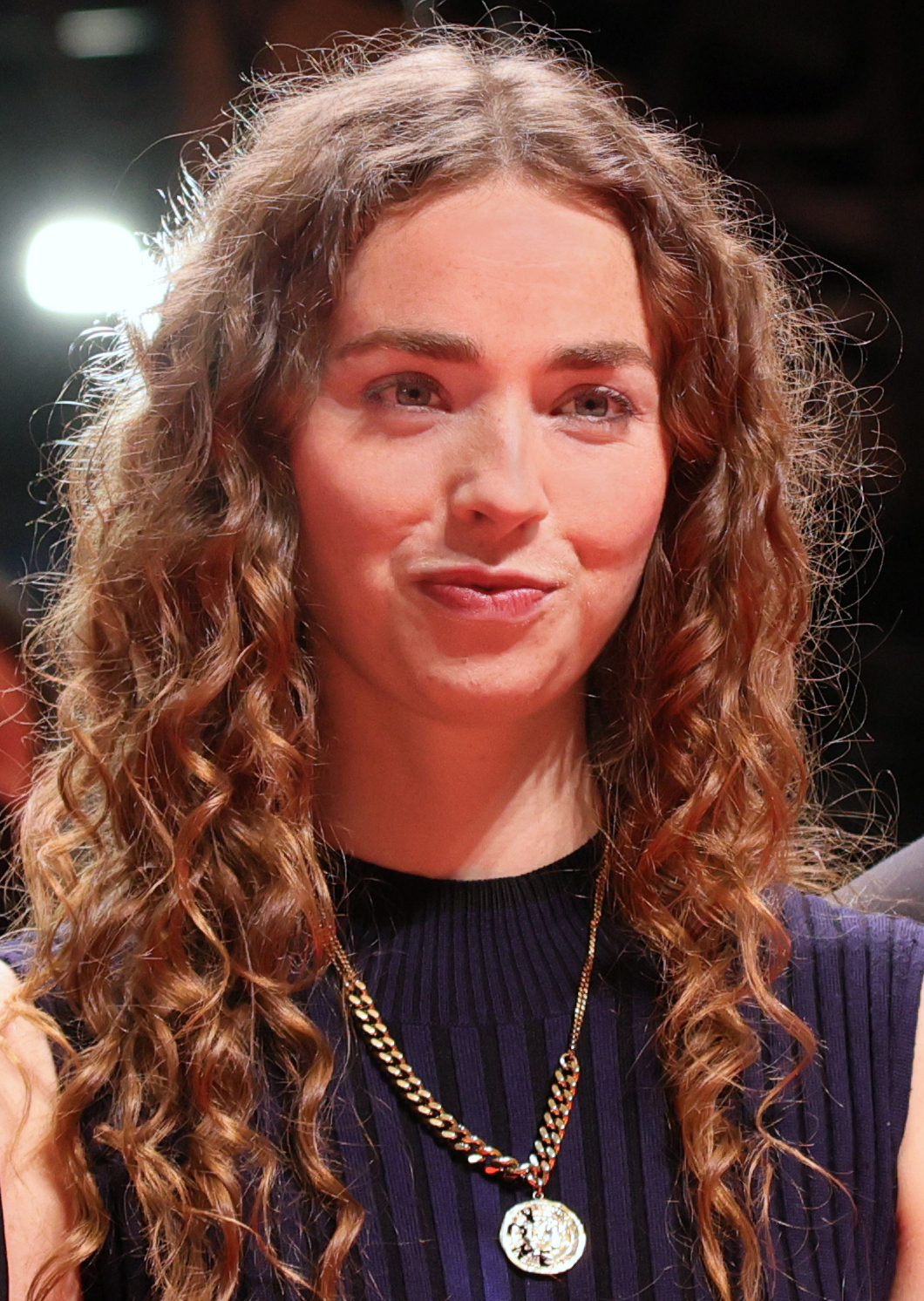
Freya Mavor
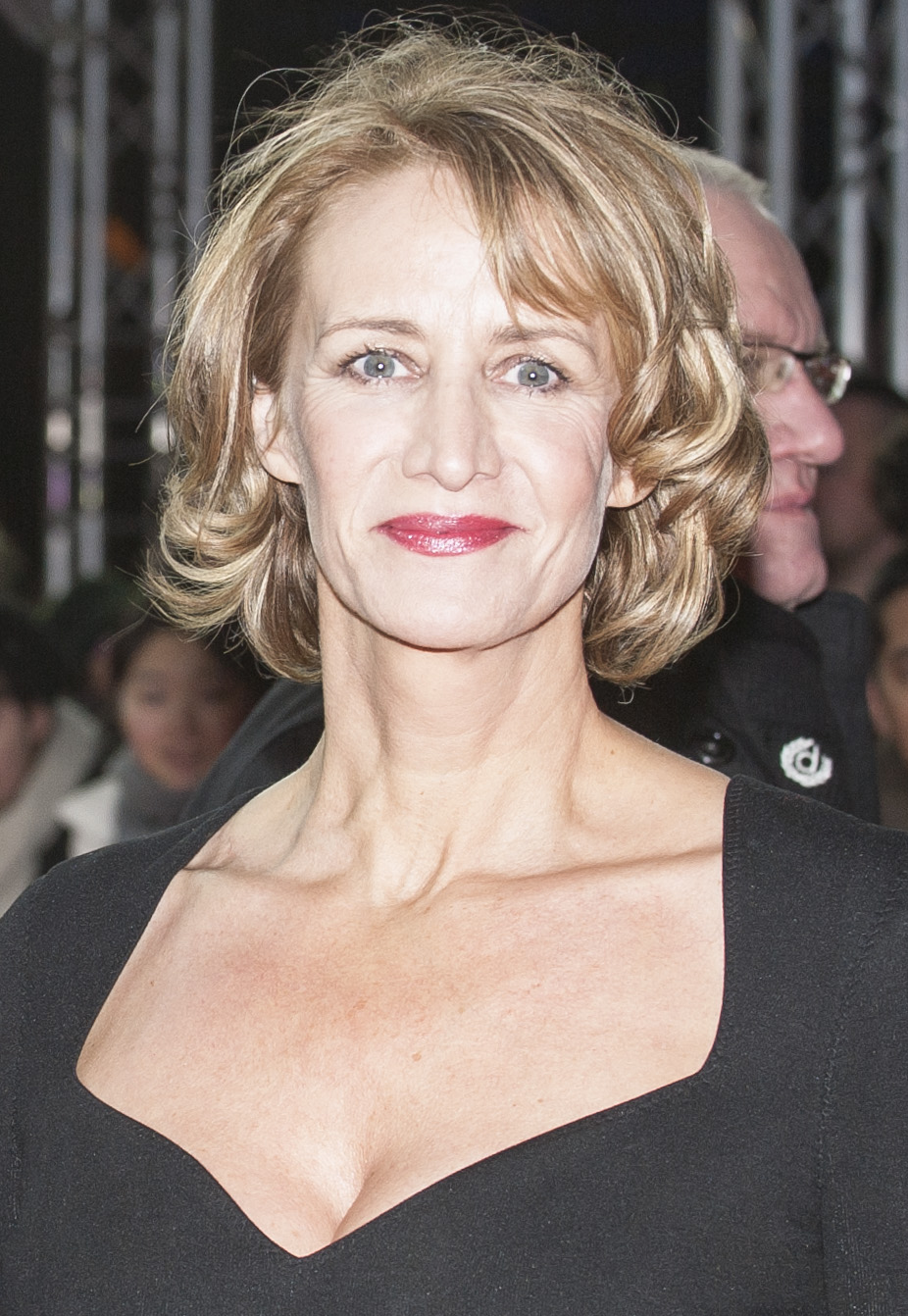
Janet McTeer
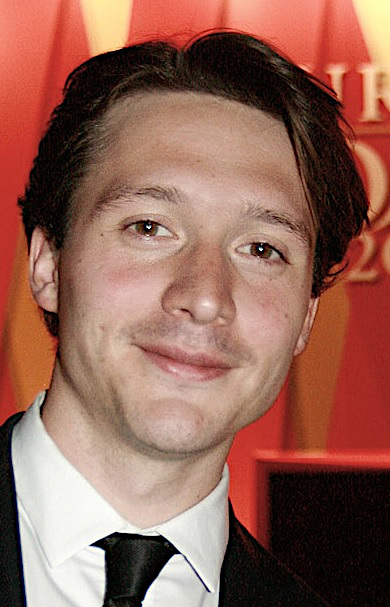
David Oakes
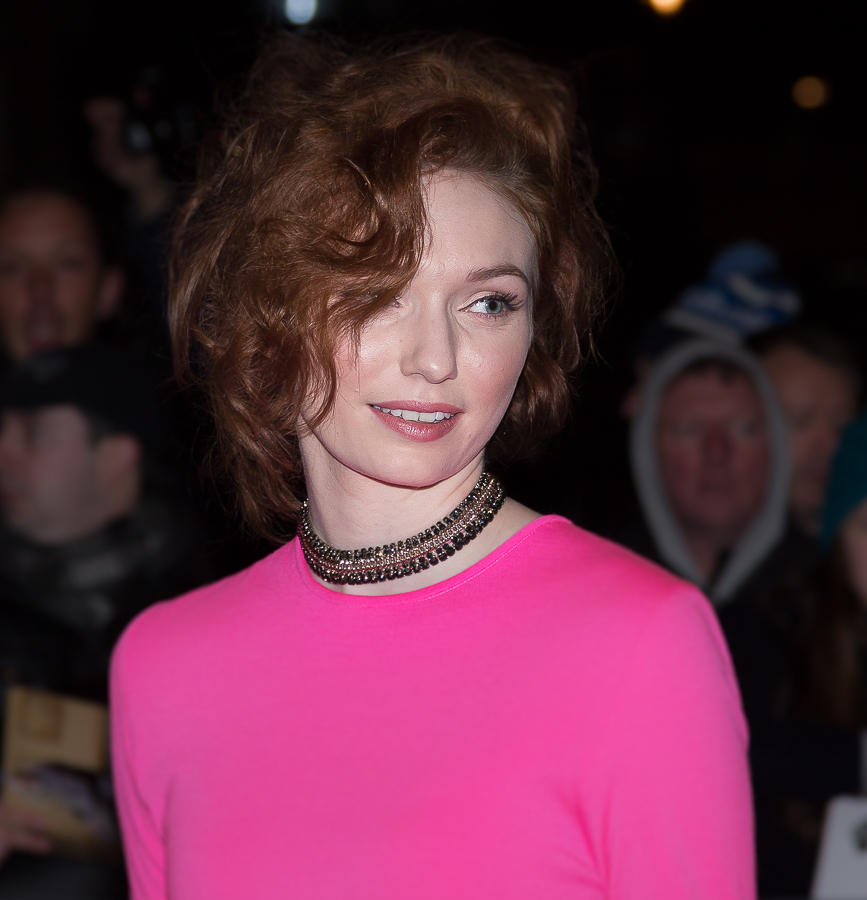
Eleanor Tomlinson

### Personaggi ricorrenti
- John Woodville, interpretato da Simon Ginty, doppiato da Stefano Brusa.
Fratello di Elisabetta e Anthony.
- Re Enrico VI, interpretato da David Shelley.
Precedente sovrano richiuso nella Torre di Londra per tradimento.
- Richard Welles, interpretato da Hugh Mitchell, doppiato da Mirko Cannella.
Fratellastro di Margaret.
- Thomas Grey, interpretato da Nicholas Fagg (giovane) e da Otto Farrant (adolescente).
Figlio maggiore di Elisabetta e John.
- Richard Grey, interpretato da Rudi Goodman (giovane) e da Dean-Charles Chapman (adolescente).
Figlio minore di Elisabetta e John.
- Enrico Tudor da giovane, interpretato da Oscar Kennedy.
- Edward di Lancaster, interpretato da Joey Batey.
Figlio di Enrico VI e Margherita d'Angiò, marito di Anna.
- Cecilia di York, interpretata da Elinor Crawley, doppiata da Eva Padoan.
Figlia di Elisabetta e Edoardo IV.
- Edoardo, principe di Galles (in seguito Re Edoardo V), interpretato da Sonny Ashbourne Serkis.
Figlio maggiore di Elisabetta e Edoardo IV e uno dei principi nella Torre.

## Produzione
La serie, girata in Belgio, è costata 25 milioni di sterline e i giorni di riprese sono stati 120.

## Distribuzione
Nel Regno Unito la miniserie è stata trasmessa dal 16 giugno al 18 agosto 2013 su BBC One. Negli Stati Uniti è stata trasmessa su Starz dal 10 agosto al 19 ottobre 2013.
In Italia, la prima puntata è andata in onda in anteprima sul canale satellitare Sky Uno il 24 dicembre 2013. La serie completa è stata trasmessa in prima visione dal 7 gennaio al 4 febbraio 2014. In chiaro, la miniserie è stata trasmessa su Rai 4 dal 7 gennaio all'11 marzo 2015.

### Edizione italiana
La direzione del doppiaggio è a cura di Daniela Nobili, su dialoghi di Antonella Giannini, Sara Musacchio e Daniela Carrieri, per conto di LaBiBi.it.

## Accoglienza

### Critica
La miniserie ha ricevuto recensioni generalmente positive dalla critica. Rotten Tomatoes riporta l'80% delle recensioni professionali positive basato su 20 critiche. Il consenso critico del sito web indica: «Sebbene soffra di una narrazione goffa, The White Queen tuttavia offre abbastanza intrighi, grazie ai suoi magnifici costumi, eccellente cast e interessanti trame da soap.» Metacritic, invece, ha assegnato un punteggio di 70 su 100 basato su 14 recensioni, indicando "recensioni generalmente favorevoli".

## Riconoscimenti
- 2014 – Golden Globe[9]
  - Candidatura alla miglior miniserie o film TV
  - Candidatura alla miglior attrice in una miniserie o film TV a Rebecca Ferguson
  - Candidatura alla miglior attrice non protagonista in una serie a Janet McTeer
- 2014 – Premio Emmy[10]
  - Candidatura alla miglior miniserie
- 2014 – Primetime Creative Arts Emmy Award[11]
  - Candidatura alla miglior composizione musicale per una miniserie, film o speciale a John Lunn, per la puntata La battaglia finale
  - Candidatura alle migliori acconciature per una miniserie o film a Karen Bryan-Dawson, Kate Starr, Julie Kendrick, e Louise Coles, per la puntata Viva il re
  - Candidatura ai migliori costumi per una miniserie, film o speciale a Nic Ede, Raissa Hans e Elizabeth Healy, per la puntata Il prezzo del potere
- 2014 – People's Choice Awards
  - Candidatura alla miniserie o film TV preferito
- American Society of Cinematographers[12]
  - Miglior fotografia in una miniserie o film TV a David Luther per la puntata La guerra in prima persona
- 2014 – Satellite Award[13]
  - Candidatura alla miglior miniserie o film per la televisione
- 2014 – Saturn Awards[14]
  - Candidatura al miglior DVD/Blu-ray per una serie televisiva

## Sequel

### The White Princess
Nel gennaio 2014 Chris Albrecht, CEO di Starz, ha comunicato lo sviluppo di una miniserie sequel chiamata The White Princess con il coinvolgimento della showrunner Emma Frost al progetto. Starz avrebbe prodotto la miniserie senza la partecipazione di BBC. Nel febbraio 2016 Gregory ha reso noto che il sequel era confermato e le riprese sarebbero iniziate nel giugno seguente. È stata trasmessa dal 16 aprile al 4 giugno 2017.

### The Spanish Princess
Il 15 marzo 2018 Starz ha annunciato l'intenzione di creare una miniserie che segue le vicende di The White Queen e The White Princess intitolata The Spanish Princess, basata sui romanzi Caterina, la prima moglie e La maledizione del re e incentrata su Caterina d'Aragona. Ha debuttato il 5 maggio 2019.